# Internationale Grüne Woche Berlin

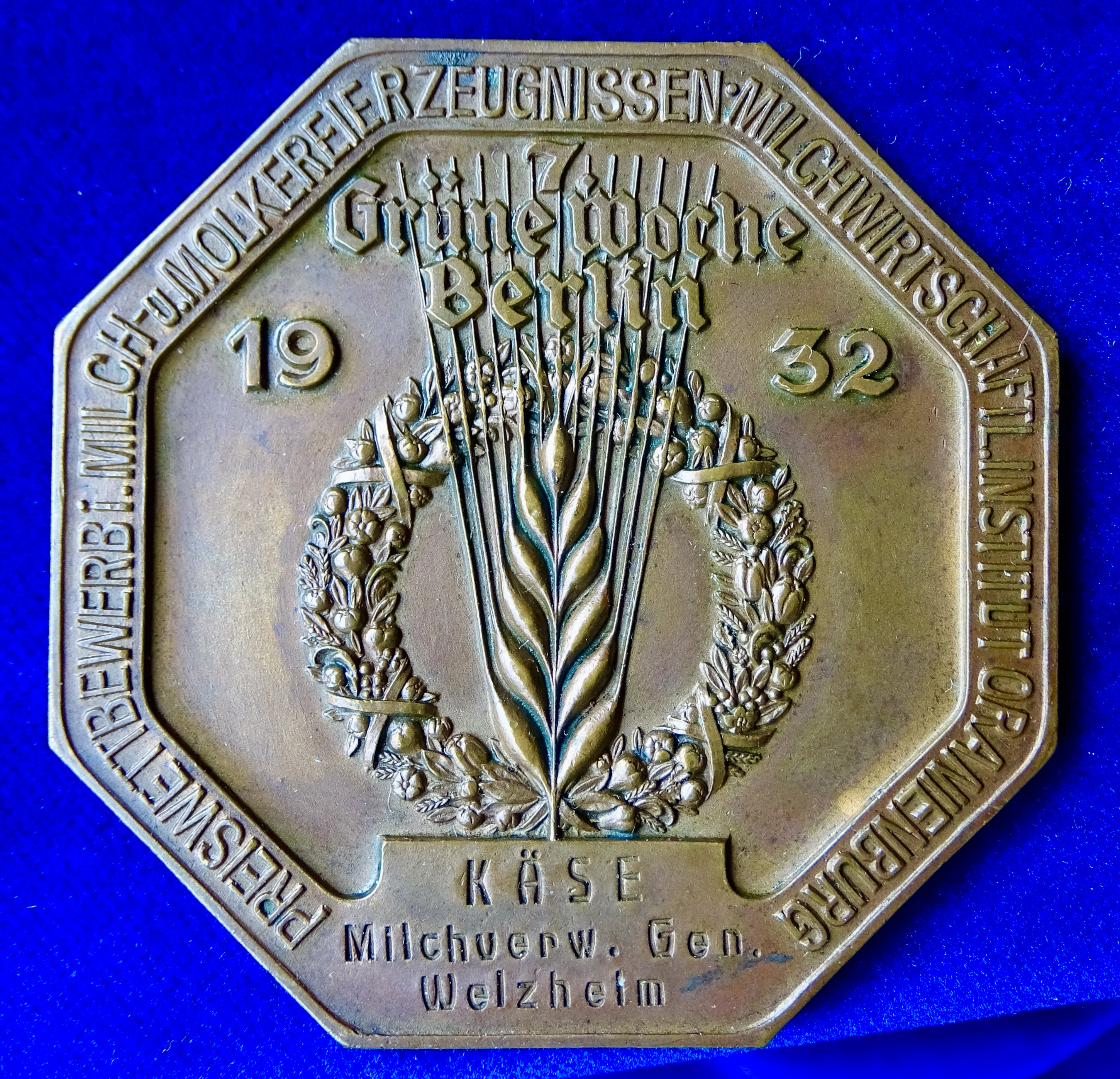
Grüne Woche Berlin 1932 médaille d'honneur

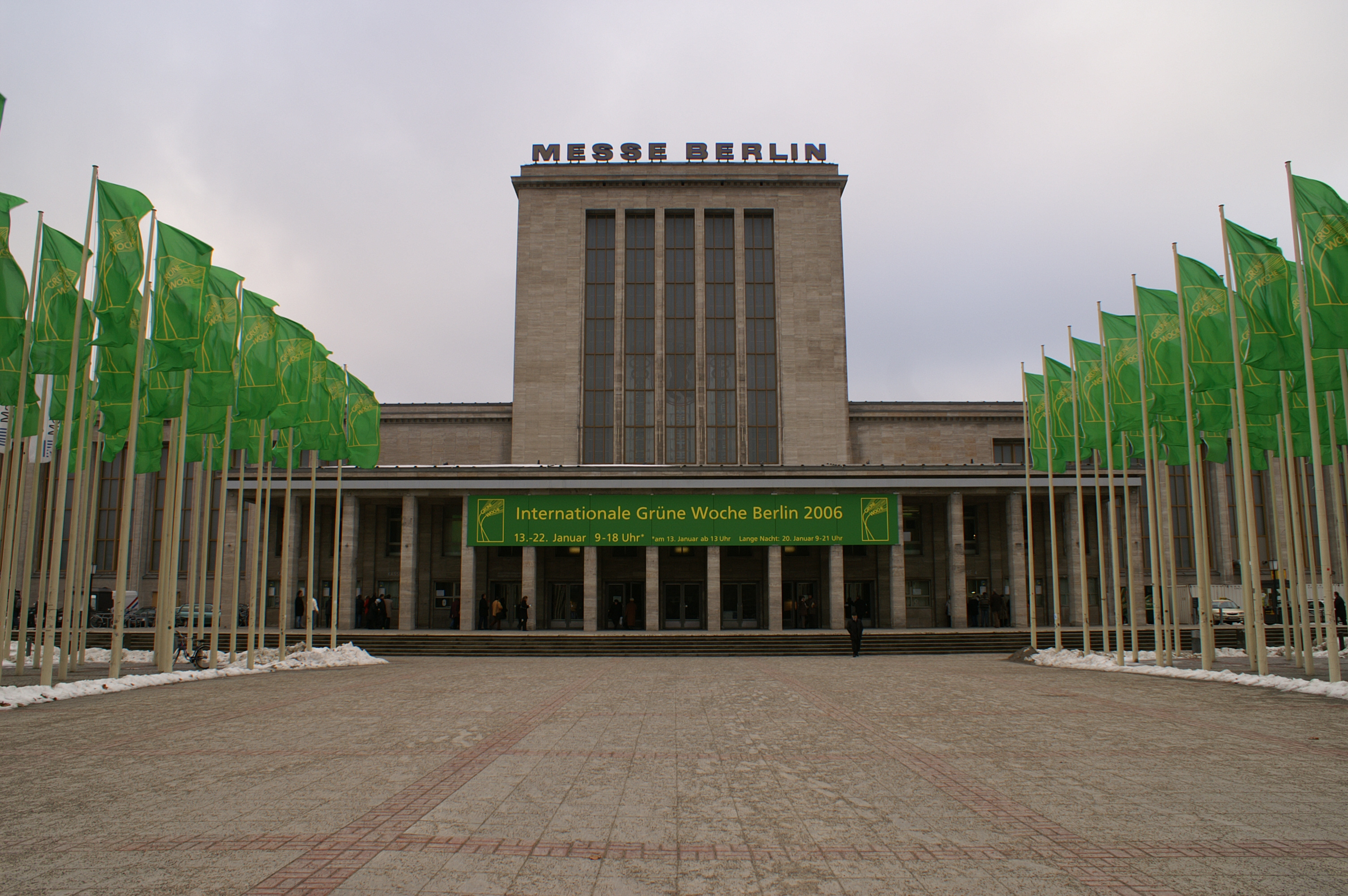
Entrée de l'exposition en 2006.

L'Internationale Grüne Woche Berlin (la semaine verte internationale de Berlin) est le principal salon de l'agriculture et de tout ce qui la concerne et la principale foire de produits alimentaires et de machines agricoles d'Allemagne. Elle concerne aussi l'horticulture. Elle se tient au parc des expositions de Berlin chaque année dans la seconde moitié de janvier. Pour l'édition 2019, elle se tiendra du 18 au 27 janvier. Elle accueille autour de 400 000 visiteurs.

## Histoire
La première « semaine verte » (pas encore internationale) s'est tenue du 20 au 28 février 1926, après qu'un employé de l'office du tourisme berlinois eut l'idée de fusionner l'exposition d'hiver de la Deutsche Landwirtschafts-Gesellschaft et diverses manifestations agricoles. La première année, elle s'étend sur un lieu d'exposition de 7 000 m2 et fait venir 50 000 visiteurs. Comme la plupart des agriculteurs s'y rendent en manteau de loden vert, cela a donné l'appellation de « semaine verte ». Après l'interruption de la Seconde Guerre mondiale, l'exposition reprend en 1948 et, à partir des années 1950, le nombre d'exposants européens ne fait qu'augmenter. Elle prend un second souffle après la réunification de l'Allemagne dans les années 1990. Depuis 2008, s'y tient le « Global Forum for Food and Agriculture ». Le Maroc est le premier pays non européen à y être représenté en tant que pays invité en 2016.

## Partenaires officiels étrangers
Depuis 2005, un pays étranger (sauf en 2007 où il s'agit de l'Allemagne) est officiellement invité comme partenaire de la semaine verte. Il s'agit surtout de pays d'Europe centrale ou de l'Est, à l'exception du Maroc (non européen) en 2016 et des Pays-Bas voisins qui y ont été invités deux fois (2009 et 2013). La Hongrie a été invitée également deux fois, en 2010 et en 2017.
 Tchéquie (2005)

 Russie (2006)

 Allemagne (2007)

 Suisse (2008)

 Pays-Bas (2009)

 Hongrie (2010)

 Pologne (2011)

 Roumanie (2012)

 Pays-Bas (2013)

 Estonie (2014)

 Lettonie (2015)

 Maroc (2016)

 Hongrie (2017)

 Bulgarie (2018)

## Illustrations

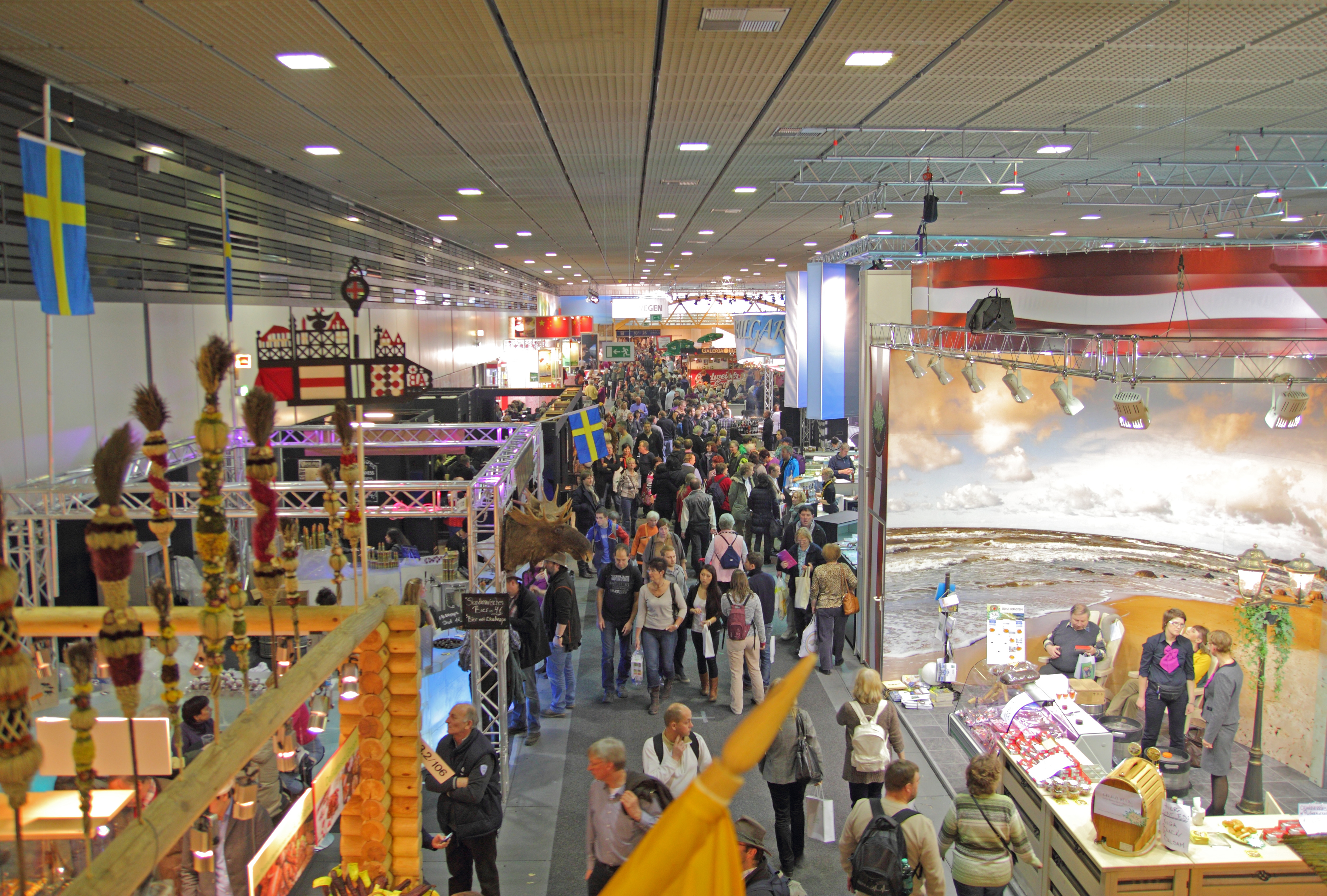
Vue d'une allée en 2013
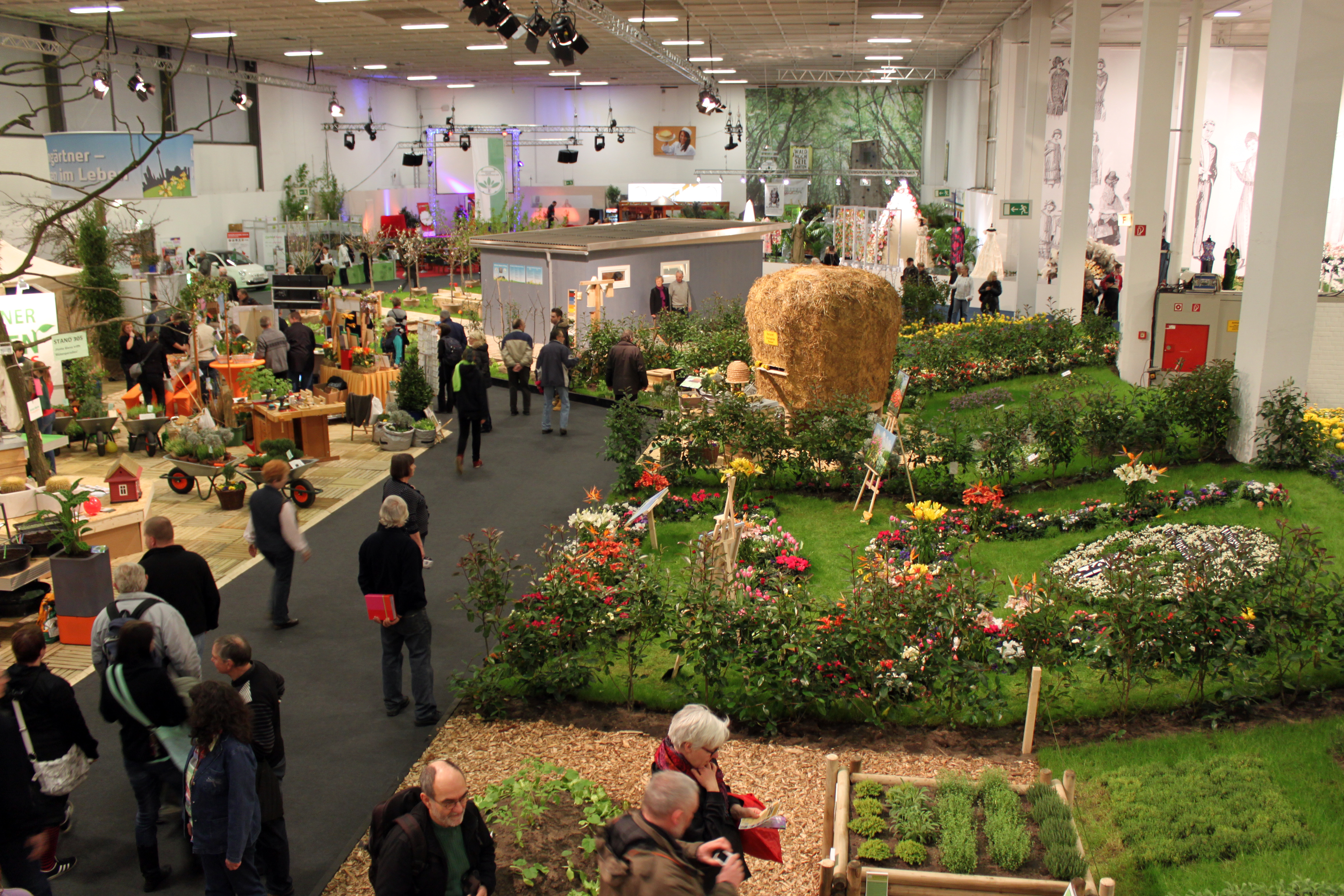
Partie réservée à l'horticulture
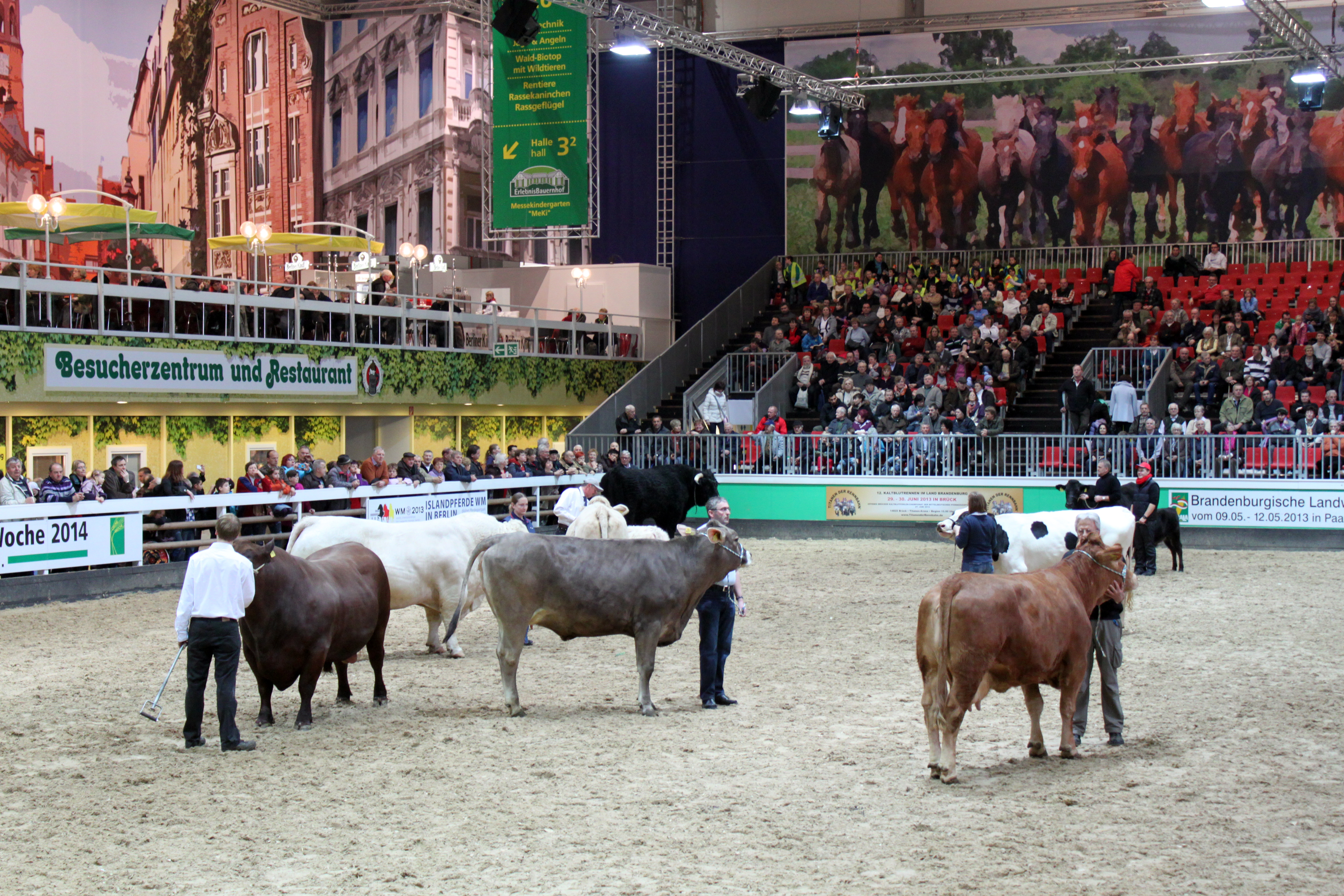
Concours de bovins
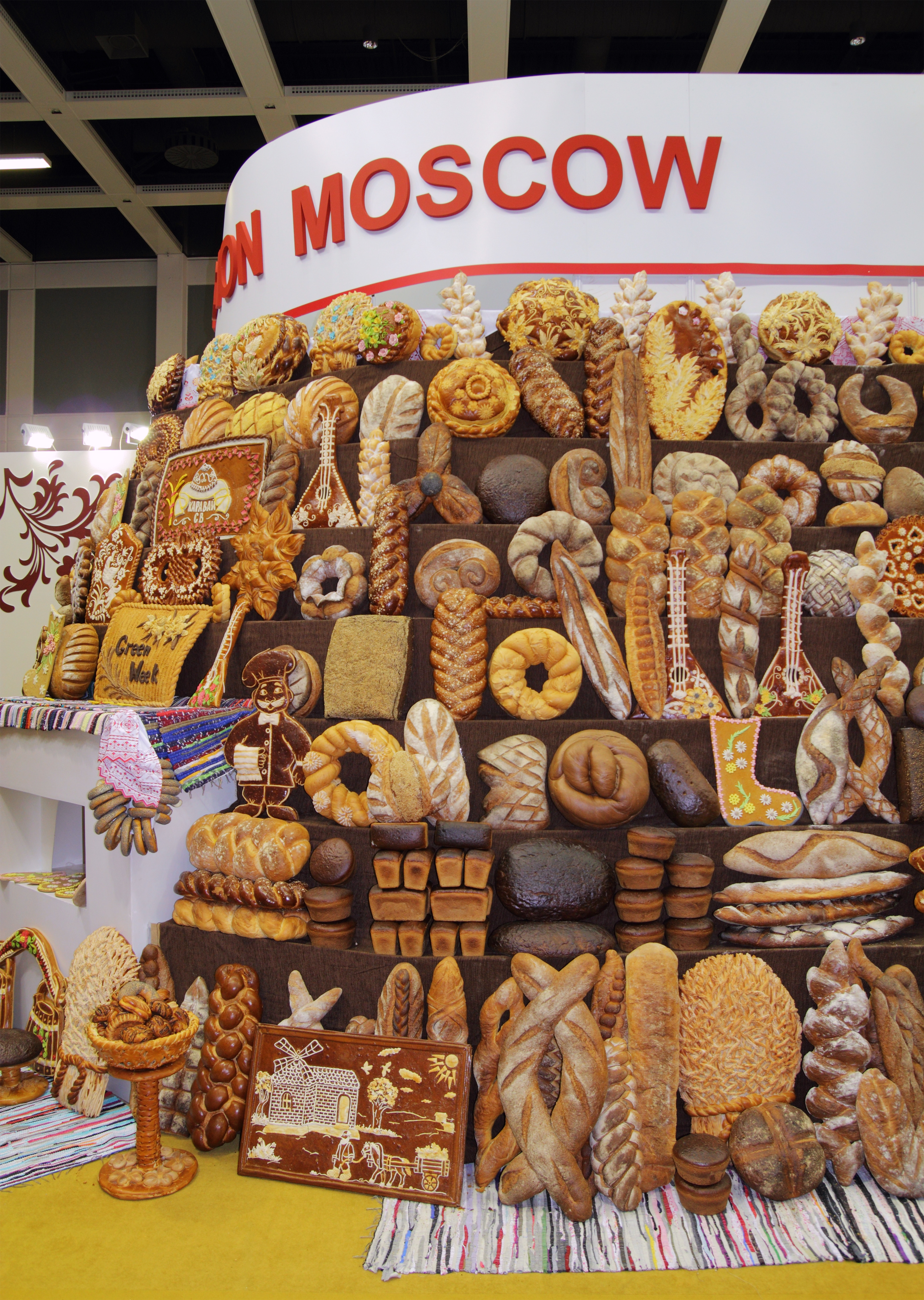
Pains de Russie au stand de la région de Moscou